# Argia westfalli
Argia westfalli är en trollsländeart som beskrevs av Rosser W. Garrison 1996. Argia westfalli ingår i släktet Argia och familjen dammflicksländor. IUCN kategoriserar arten globalt som livskraftig. Inga underarter finns listade i Catalogue of Life.